# Aucana ramirezi
Aucana ramirezi är en spindelart som beskrevs av Huber 2000. Aucana ramirezi ingår i släktet Aucana och familjen dallerspindlar. Inga underarter finns listade.